# Gare de Kashiwa
La gare de Kashiwa (柏駅, Kashiwa-eki) est une gare ferroviaire de la ville de Kashiwa, dans la préfecture de Chiba au Japon. La gare est exploitée par les compagnies JR East et Tōbu.

## Situation ferroviaire
La gare de Kashiwa est située au point kilométrique (PK) 26,9 de la ligne Jōban et au PK 42,9 de ligne Tōbu Urban Park.

## Histoire
La gare de Kashiwa été inaugurée le 25 décembre 1896. La gare Tōbu ouvre le 9 mai 1911.

## Services aux voyageurs

### Accès et accueil
La gare dispose d'un bâtiment voyageurs, avec guichet, ouvert tous les jours.

### Desserte

#### JR East
- Ligne Jōban (local) :
  - voie 1 : direction Matsudo et Ayase (interconnexion avec la ligne Chiyoda pour Yoyogi-Uehara)
  - voie 2 : direction Toride
- Ligne Jōban (rapid) :
  - voie 3 : direction Matsudo et Ueno (interconnexion avec la ligne Ueno-Tokyo pour Tokyo et Shinagawa)
  - voie 4 : direction Toride, Mito et Iwaki

#### Tōbu
La gare Tōbu est en cul-de-sac. Les trains doivent rebrousser pour continuer leur trajet.
- Ligne Tōbu Urban Park :
  - voies 1 et 2 : direction Ōmiya
  - voies 3 et 4 : direction Funabashi